# Кригер, Евгений Генрихович
Евге́ний Ге́нрихович Кри́гер (1 [14] марта 1906, Одесса, Российская империя — 2 ноября 1983, Москва, СССР) — советский актёр и сценарист, журналист, военный корреспондент.

## Биография
Евгений Кригер родился 1 [14] марта 1906 года в Одессе.
Школу окончил в Архангельске (1922). Учился в Бакинском театральном техникуме (1923—1926), стал актёром. С 1926 года начал публиковаться в советских газетах и журналах. Во время Второй мировой войны был военным корреспондентом «Известий». С 1942 член Союза писателей.
Как журналист специализировался на очерках. Автор нескольких киносценариев: «Слава труду» (1949, совместно с Р. Григорьевым), «Счастливое детство» (1953, совместно с Н. Родионовым), «О Москве и москвичах» (1957) и др.
Член КПСС с 1942 года.